# Комарицын, Анатолий Александрович

Адмирал Анатолий Александрович Комарицын и Сергей Евгеньевич Нарышкин в Морском собрании города Гатчины.
29 июля 2016 года.

Анатолий Александрович Комарицын (6 июня 1946, Советская Гавань, Приморский край, РСФСР, СССР (ныне — Хабаровский край, Россия) — 12 февраля 2017, Санкт-Петербург, Российская Федерация) — советский и российский военачальник, адмирал (22.02.1997), профессор, доктор технических наук (2001), заслуженный военный специалист Российской Федерации (21.02.2000).
Начальник Главного управления навигации и океанографии Министерства обороны РФ и председатель Национального океанографического комитета РФ (1994—2006), член Межправительственной океанографической комиссии ЮНЕСКО. Был председателем Гатчинского морского собрания.
Вице-президент Русского географического общества (2000—2002), президент Русского географического общества (2002—2009).

## Биография
Родился в семье моряка-катерника. Отец и мать были военными. Окончил школу в Ангарске, куда семья переехала после хрущёвского сокращения Вооружённых сил СССР.
В ВМФ СССР с 1964 года. В 1969 году окончил Тихоокеанское высшее военно-морское училище имени С. О. Макарова, в 1974 году окончил Высшие специальные офицерские классы ВМФ, в 1981 году окончил Военно-морскую академию имени Маршала Советского Союза А. А. Гречко, а в 1986 году — Военную академию Генерального штаба Вооружённых Сил СССР имени К. Е. Ворошилова.

## Служба на Камчатке
Служил на Камчатке в 45-й дивизии подводных лодках Тихоокеанского флота 25 лет, из них полных 5 лет провёл в море и 3 года — под водой. Прошёл все ступени службы от лейтенанта — командира энергетической боевой группы, до помощника командира АПЛ. Начал офицерскую службу на атомной подводной лодке проекта 627 «А». В дальнейшем изучил все корабли, созданные известным конструктором Сергеем Никитичем Ковалёвым.
С 1976 по 1979 — командир АПЛ «К-133». С 1981 — заместитель командира, с 1982 —— начальник штаба — заместитель командира 45-й дивизии подводных лодок ТОФ. С 1986 года — командир 10-й дивизии подводных лодок ТОФ. С 1989 года — первый заместитель командующего, в 1992—1994 годах — командующий флотилией атомных подводных лодок Тихоокеанского флота. Воинское звание вице-адмирал присвоено 23 августа 1993 года.
Создал теорию борьбы с авианосцами, за что награждён премией Совета Министров СССР.

## Руководитель Главного управления навигации и океанографии
Основным результатом на посту начальника Главного управления навигации и океанографии Минобороны России стало поддержание мировой морской картографической коллекции России, превышающей коллекцию Великобритании и США вместе взятые. Под его редакцией вышли пятый и шестой том «Атласа океанов»: «Человек и океан» (1996) и «Атлас Антарктики» (2005).
Подготовил и издал несколько уникальных картографических произведений:
- карта Северного Ледовитого океана (2002), получившая международный диплом,
- карты Штокмановского месторождения и Териберского берега (где выходит на берег трубопровод Штокмановского месторождения),
- карты побережий Ямала,
- карты шельфа Сахалина
- цифровая карта озера Байкал,
- карты для прокладок практически всех подводных газопроводов России.

Участвовал в Международном годе океана. Руководил рядом крупных гидрографических работ.
Под его руководством проведёны исследования и подготовлена предварительная заявка по расширению и юридическому закреплению континентального шельфа Российской Федерации в Северном Ледовитом океане за пределами 200 морских миль площадью 1,2 млн км², с ресурсами нефти и газа свыше 5 млрд тонн условного топлива.

## В Русском географическом обществе
Вашу жизнь, адмирал Комарицын,

Осеняет Андреевский флаг.

И в Отечестве, и за границей.

Вас любой опознает моряк.

Нелегко перечислить сегодня

То, чем память годами жива,-

Вы гидрограф, картограф, подводник,

И географов наших глава.

Состязание, выиграв в споре,

От родимого дома вдали,

Вы немало назад акваторий

Возвратить для России смогли.

Отложите земные заботы,

Не спешите уйти на покой:

Вы опора Российского флота,

Созидатель науки морской.

С молодым вспоминайте азартом

Старый дом над холодной Невой,

Где морские обзорные карты

Негасимой горят синевой.

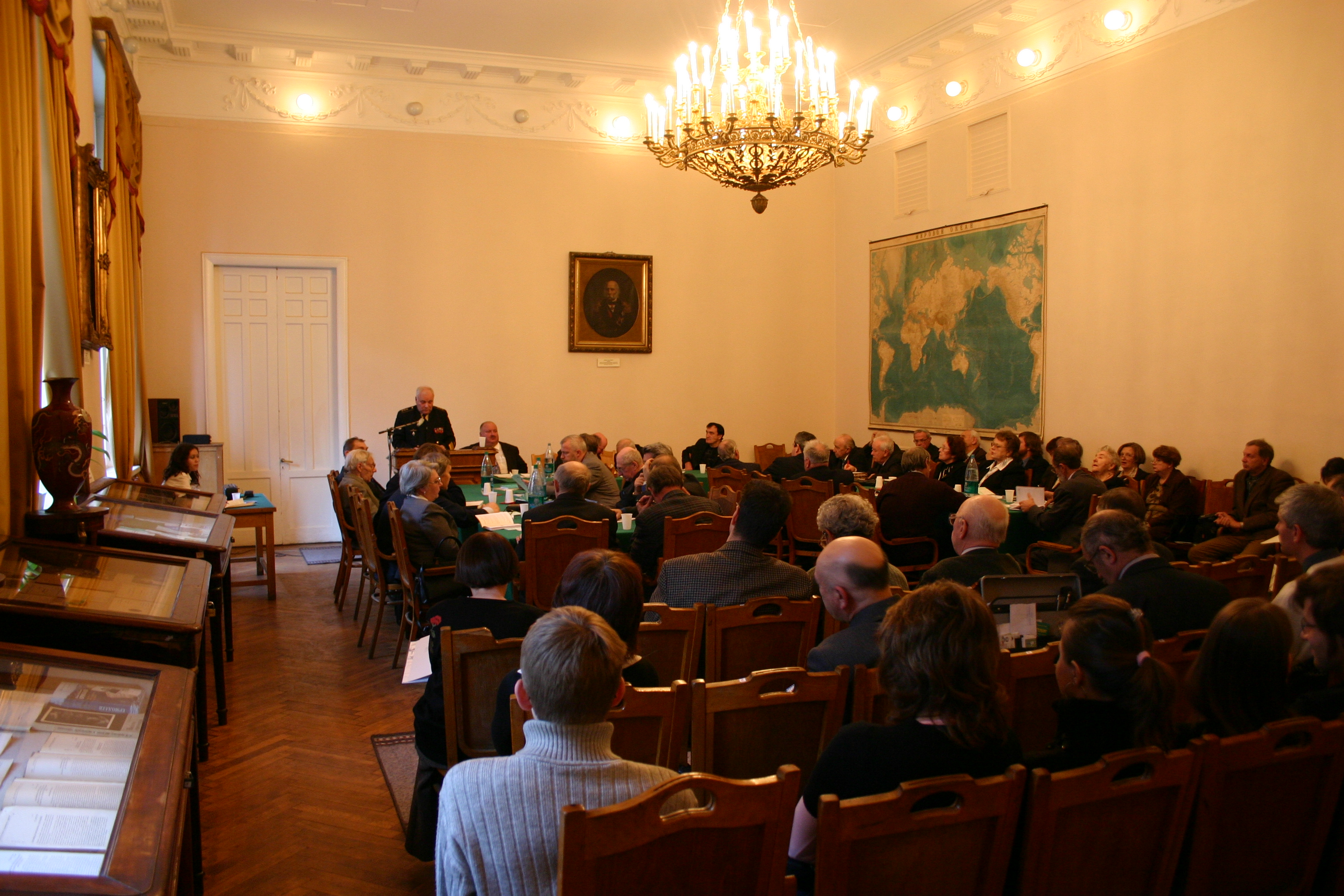
Адмирал Анатолий Александрович Комарицын выступает на Учёном совете Русского географического общества.
22 ноября 2005 года.

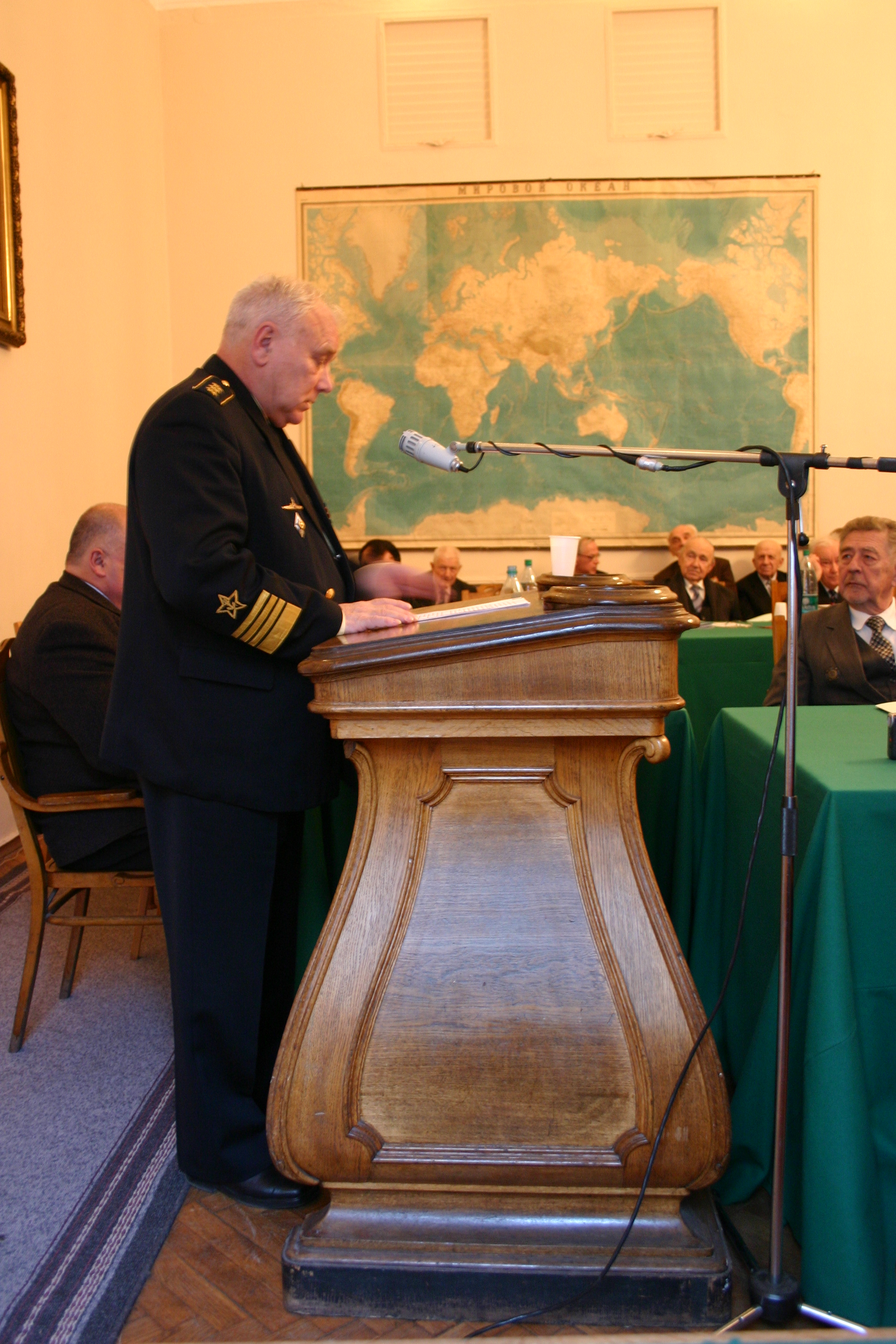
Адмирал Анатолий Александрович Комарицын выступает на Учёном совете Русского географического общества.
22 ноября 2005 года.

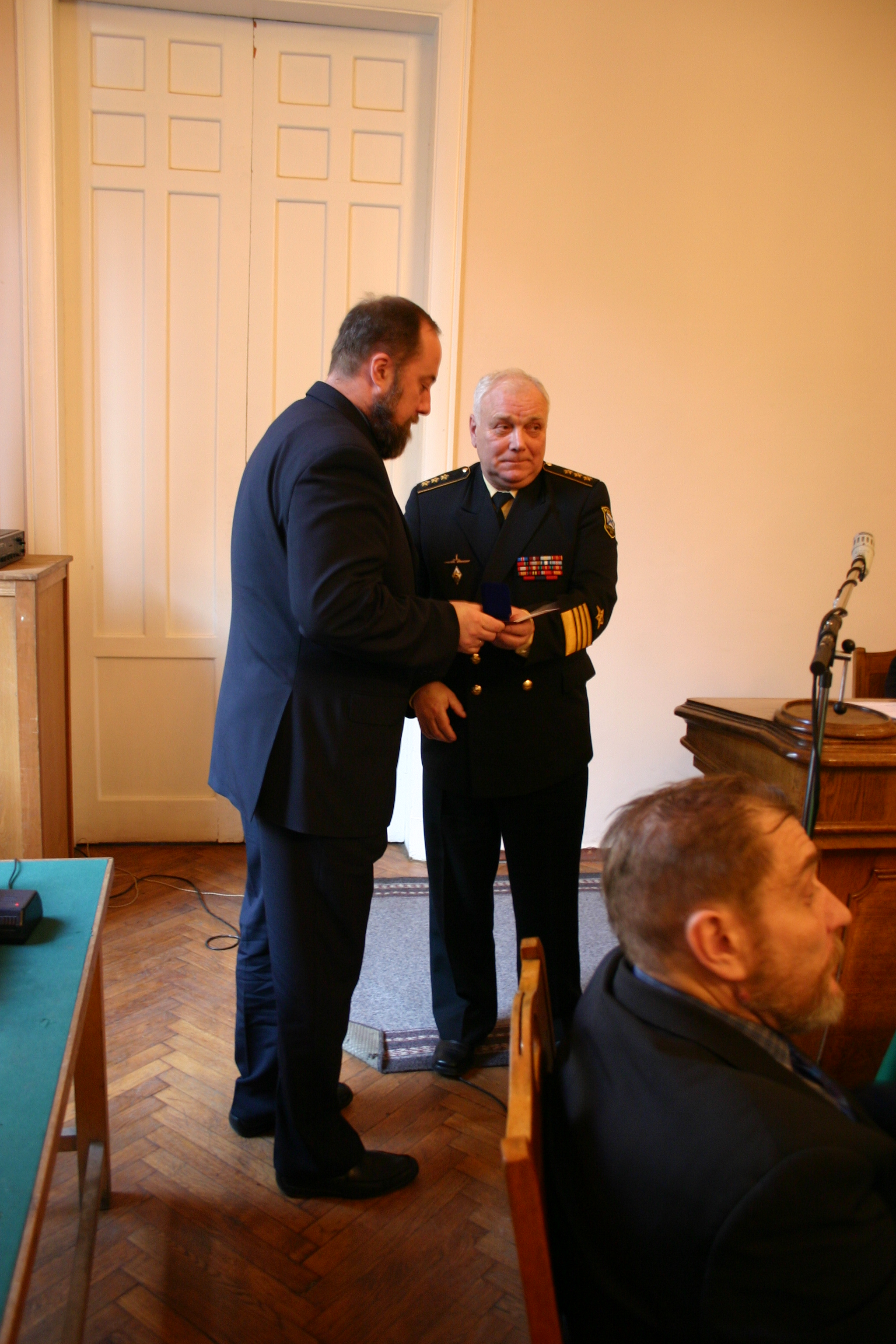
Адмирал Комарицын награждает медалью «За заслуги» Русского географического общества члена учёного совета Леонида Колотило

- Вице-президент Русского географического общества (2000—2002)
- Президент Русского географического общества (2002—2009)

Участник четырёх съездов РГО:
- 2000 год в Архангельске
- 2005 год в Кронштадте
- 2009 год в Москве
- 2010 год в Санкт-Петербурге

Один из инициаторов учреждения наградной золотой медали РГО имени великого князя Константина Николаевича «За заслуги».
Внёс существенный вклад в деятельность РГО в условиях отсутствия государственной поддержки, спас фонды и богатства РГО.
В 2009 году ушёл с поста президента и предложил кандидатуру нового президента РГО Сергея Шойгу.
Значительное внимание уделил вопросам изучения Байкала, организовал оцифровку картографических материалов, выпуск издания «Атлас озера Байкал. Прибрежная часть», основные концептуальные вопросы относительно перспектив дальнейшего изучения озера Байкал сформулировал в послесловии к книге «Военные моряки Байкала».
В 2000 году адмирал Комарицын выступил в ЮНЕСКО с докладом «Байкал — экологическая модель Мирового океана», где предложил создать ещё одну часть «Атласа океанов»:

"Необходимо издать под эгидой ООН атлас: «Озеро Байкал. Атлас зарождающегося океана» ". 
— А. А. Комарицын. (Из доклада на Международной океанографической комиссии ЮНЕСКО, 2000 год.) 
В 2001 году по указанию А. А. Комарицына Картоиздательским производством ТОФ был отпечатан «Атлас озера Байкал. Прибрежная часть» (Адмиралтейский номер 65064) в масштабе 1:50000, вышедший под эгидой ГУНиО.

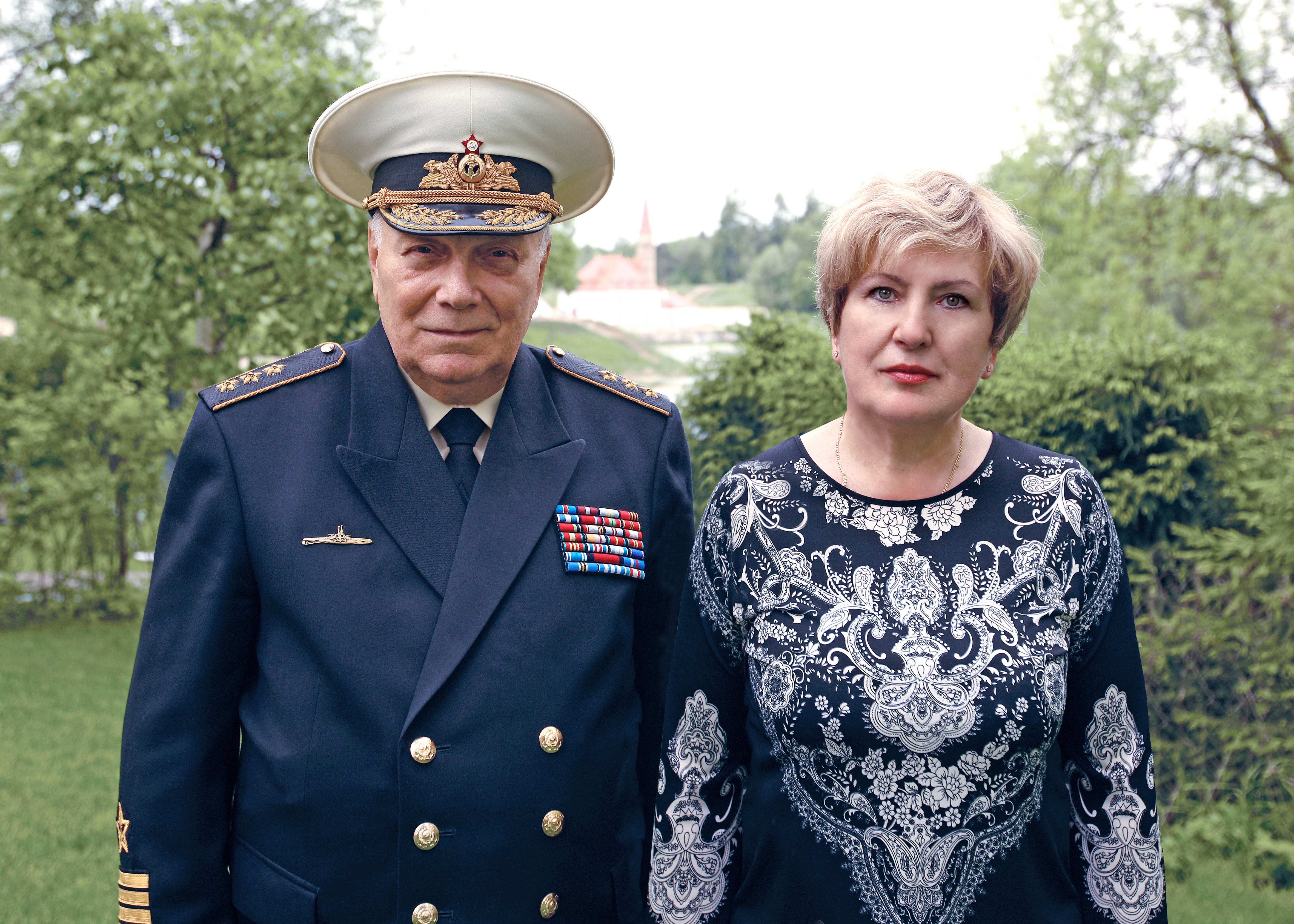
Адмирал Анатолий Александрович Комарицын с супругой. 20 мая 2016 года. Гатчина. Вдали Приоратский дворец. Фото из книги об адмирале Комарицыне «Никто кроме нас»

## Книга об адмирале
В 2016 году к 70-летию адмирала А. А. Комарицына по инициативе его друзей была издана книга о нём «Никто кроме нас», автора В. Д. Доценко.
В книге помещено стихотворение А. М. Городницкого об адмирале Комарицыне.

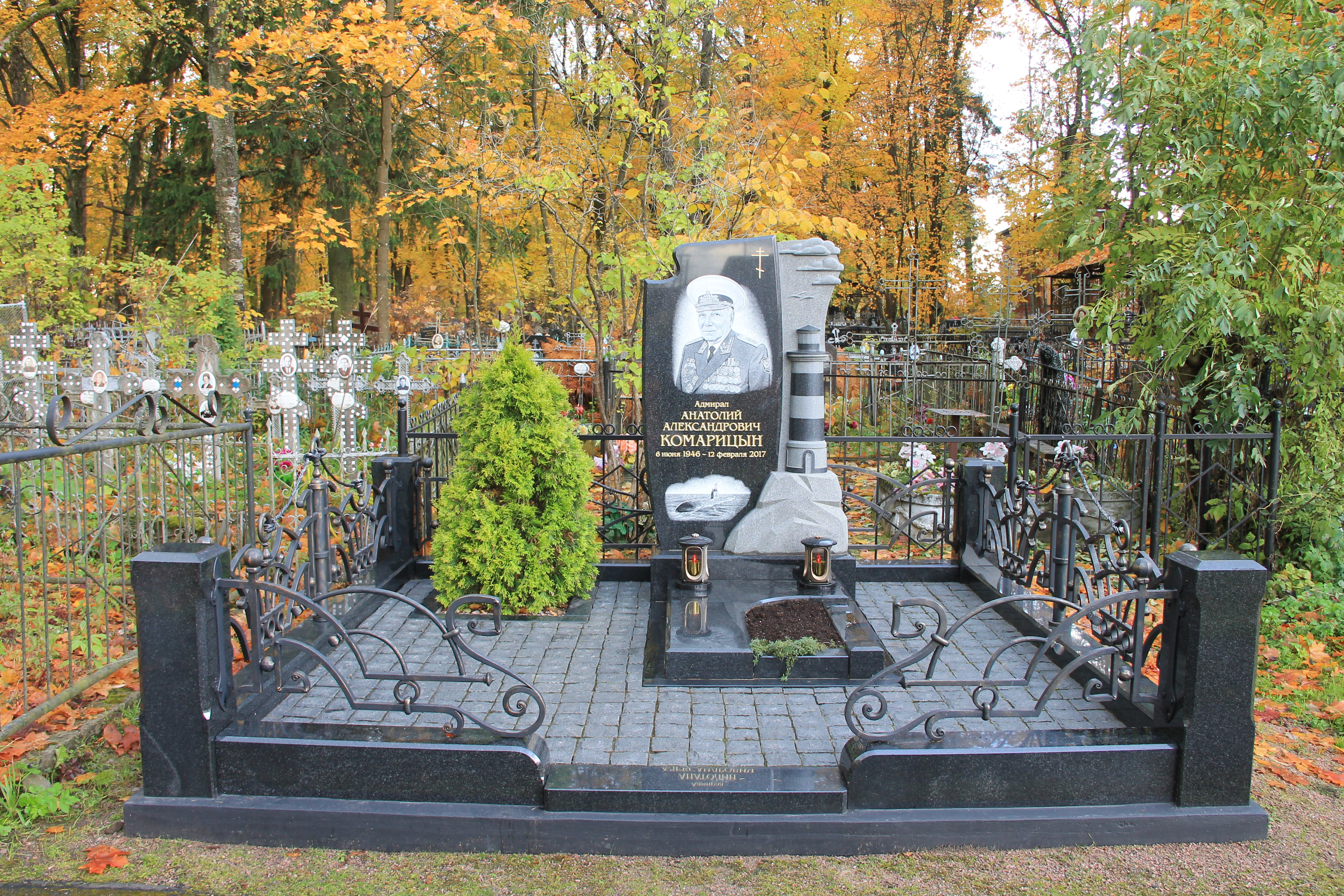
Могила адмирала Анатолия Александровича Комарицына на Солодухинском кладбище в городе Гатчина

## Память

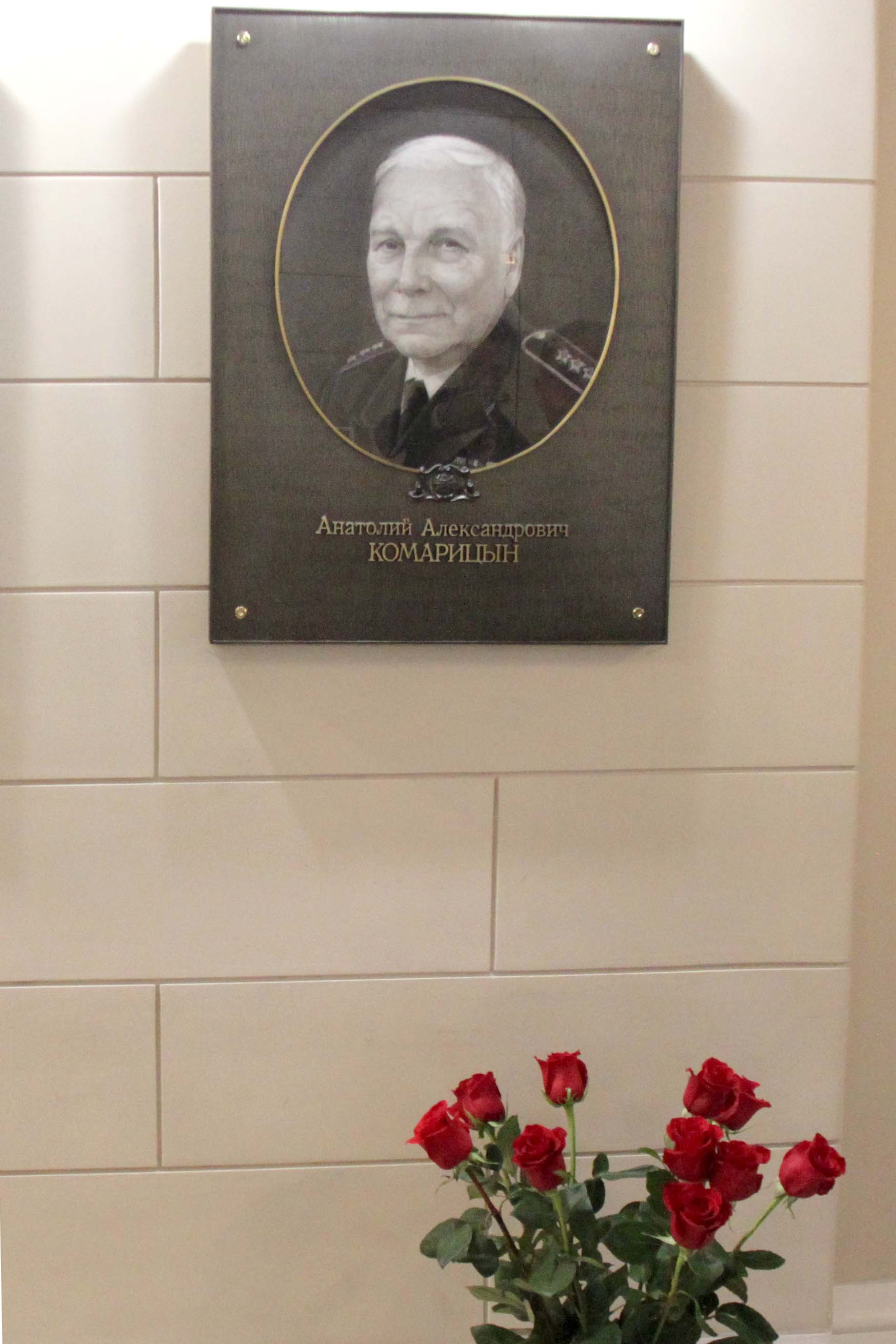
Портрет адмирала А. А. Комарицына в здании Русского географического общества на парадной лестнице, в галерее выдающихся географов и президентов

Скончался Анатолий Комарицын 12 февраля 2017 года. Отпевание проходило 15 февраля в Никольском морском соборе в Санкт-Петербурге. Похоронен 15 февраля на Солодухинском кладбище в Гатчине, возле Воинского мемориала Великой Отечественной войны.
- В 2019 году имя адмирала А. А. Комарицына было присвоено морским кадетским классам Города воинской славы Гатчины
- 12 сентября 2019 года, в историческом здании Русского географического общества, на парадной лестнице, в галерее президентов и выдающихся членов этой организации поместили портрет 11-го президента Русского географического общества адмирала Анатолия Александровича Комарицына.
- В 2019 году имя адмирала А. А. Комарицына предложено присвоить Адлерскому маяку. 1 октября 2021 года состоялась торжественная церемония по переименованию маяка, в ходе которой на нём открыта памятная доска с новым названием «Маяк Комарицына».

## Награды
- Почётная грамота Президиума Верховного совета Российской Федерации (1993)[22].